# Libertad, Corrientes
Libertad är en ort i Argentina.   Den ligger i provinsen Corrientes, i den nordöstra delen av landet, 500 km norr om huvudstaden Buenos Aires. Libertad ligger 85 meter över havet och antalet invånare är 1 438.
Terrängen runt Libertad är mycket platt. Runt Libertad är det glesbefolkat, med 14 invånare per kvadratkilometer..
Trakten runt Libertad består i huvudsak av gräsmarker.